# 斯基德尔斯基故居
斯基德尔斯基故居位于黑龙江省哈尔滨市南岗区颐园街3号。2013年被列为第七批全国重点文物保护单位。。
犹太富商斯基德尔斯基故居建于1914年，是一座仿古典主义建筑风格建筑。立面设有柱廊，典雅严谨。目前此处为中共黑龙江省老干部活动中心。2013年作为哈尔滨犹太人活动旧址群的一部分被列为第七批全国重点文物保护单位。